# Trường Săn
Trường Săn (tên gốc: 猎场) là một bộ phim truyền hình Trung Quốc năm 2017 do Khương Vỹ đạo diễn và viết kịch bản, tập trung khắc họa công việc của những nhân viên Săn đầu người (tìm kiếm nhân sự). Với diễn viên chính là Hồ Ca. Bộ phim được phát sóng trên kênh truyền hình Hồ Nam TV và Youku từ ngày 6 tháng 11 đến 9 tháng 12 năm 2017.

## Nội dung
Trường săn kể về cuộc sống và sự nghiệp của Trịnh Thu Đông (Hồ Ca) - một người luôn kiên trì để theo đuổi lý tưởng của mình. Với sự trợ giúp của người bạn tốt Lão Bạch và bạn gái La Y Nhân, Thu Đông ngày càng thành công trong sự nghiệp. Thế nhưng, sóng gió ập đến khi Lão Bạch đột ngột qua đời. Sự nghiệp của Thu Đông một đêm sụp đổ hoàn toàn. Dù bị đả kích lớn nhưng Thu Đông không hề bỏ cuộc, vẫn quyết tâm đứng lên làm lại từ đầu.

## Bảng phân vai
- Trịnh Thu Đông/ Tần Phi - Hồ Ca
- Lâm Bái - Trần Long
- Hùng Thanh Xuân - Vạn Thiến
- La Y Nhân - Tiêm Nhẫn Tư
- Giả Y Mai - Chương Linh Chi